# Route nationale 93a
La route nationale 93A ou RN 93A était une route nationale française reliant Livron-sur-Drôme à Allex. À la suite de la réforme de 1972, elle a été déclassée en RD 93A.

## Ancien tracé de Livron-sur-Drôme à Allex (D 93A)
- Livron-sur-Drôme
- Allex